# N96 (België)
De N96 is een gewestweg in de Belgische provincie Namen. Deze weg vormt de verbinding tussen Anhée en Heer-Agimont nabij de Franse grens, waar de weg verder loopt als de D8051 naar Givet.
De totale lengte van de N96 bedraagt ongeveer 26 kilometer.

## Plaatsen langs de N96
- Anhée
- Bouvignes-sur-Meuse
- Dinant
- Anseremme
- Waulsort
- Hastière-Lavaux
- Hermeton-sur-Meuse
- Heer-Agimont